# SJ X11
De SJ X11 is een tweedelig elektrisch treinstel voor het regionaal personenvervoer van de Zweedse spoorwegonderneming Statens Järnvägar (SJ).

## Geschiedenis
Het treinstel werd in de negentiger jaren door Kalmar Verkstad op basis van het treintype X10 omgebouwd. De treinen werden voorzien van comfortabeler stoelen en als serie X10R gekenmerkt. Deze aanduiding werd later veranderd in serie X11.

## Constructie en techniek
De trein bestaat uit een motorwagen en een stuurstandwagen. De passagiers zitten in een rij van 3 + 2 in alleen 2e klas. De trein heeft 4 deuren aan beide kanten. De treinen waren geschikt om te worden gecombineerd te rijden met treinen van de serie X1.

### Nummers
De volgende treinen zijn naderhand omgebouwd tot X10R, vernoemd in X11 en ingezet in de volgende regio’s:
- Skånetrafiken (Pågatåget): 3105 - 3113, 3134 - 3138, 3167 - 3170, 3173 - 3175, 3184 - 3189.
- Västtrafik (voorstadstreinen Göteborg): 3139 - 3147, 3171, 3172, 3182, 3183, 3204 - 3213.

De treinen van Skånetrafiken zijn verwijderd door X61 en geleased naar andere regio's.
- Krösatåg (Jönköping/Kronoberg): 3006 - 3011, 3113, 3134 - 3138, 3168 - 3170, 3175, 3184, 3185, 3187, 3188
- Norrtåg (Västerbotten): 3112, 3167, 3189
- Transitio (Reserve): 3173, 3174

### Namen
Een aantal treinen in Skånetrafiken zijn of waren voorzien van de volgende namen:
- X11 3105: Bombi Bitt
- X11 3106: Nils Holgersson
- X11 3107: Piraten
- X11 3108: Magnus Stenbock
- X11 3109: Sten Stensson Sten
- X11 3110: Röde Orm
- X11 3111: Kalle på Spången
- X11 3112: Tycho Brahe
- X11 3113: Edvard Persson
- X11 3134: Jätten Finn
- X11 3135: Jörgen Kock
- X11 3136: Kullamannen
- X11 3137: Gabriel Jönsson
- X11 3138: Sten Broman
- X11 3167: Hjalmar Gullberg
- X11 3168: Absalon
- X11 3169: Enoch Thulin
- X11 3170: Nils Ludvig
- X11 3173: Ruben Rausing
- X11 3174: Per Albin Hansson
- X11 3175: Ernst Ahlgren
- X11 3184: Eric Persson
- X11 3185: Hans Ostelius
- X11 3187: Falstaff Fakir
- X11 3188: Henry Dunker
- X11 3189: Kal P Dal

## Foto's

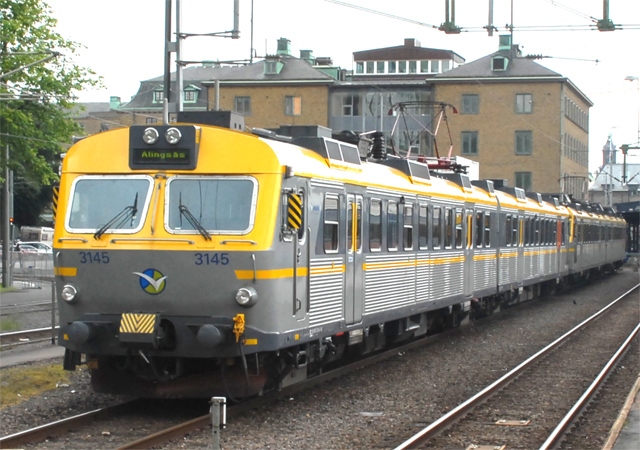
X11 - 3145 op 24 juli 2007 te Göteborg
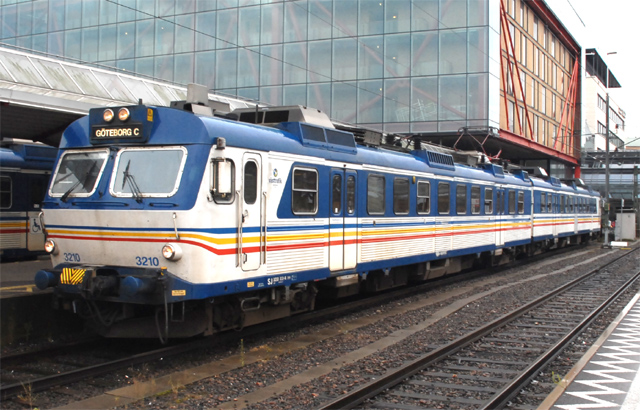
X11 - 3210 op 24 juli 2007 te Göteborg
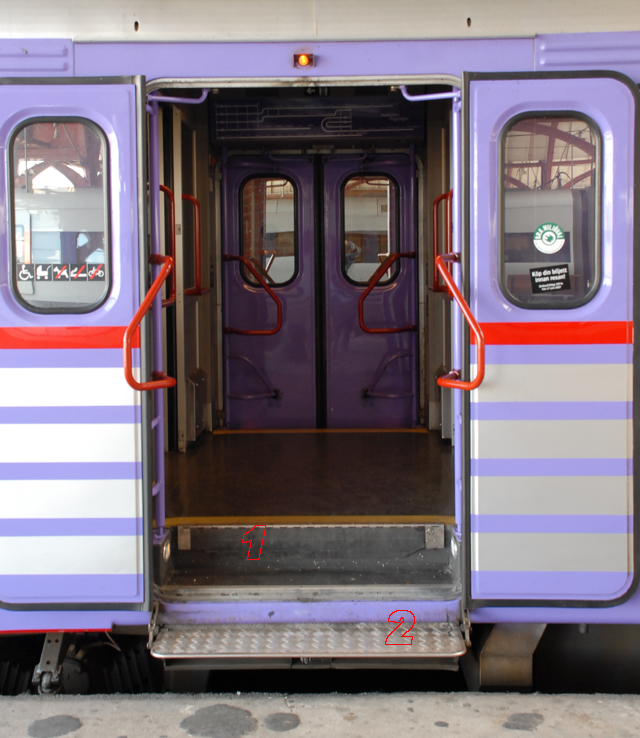
SJ X11 balkon: 1= Hierachter bevindt zich de uitschuifbare plank voor onder meer rolstoelen. 2= Klaptreden
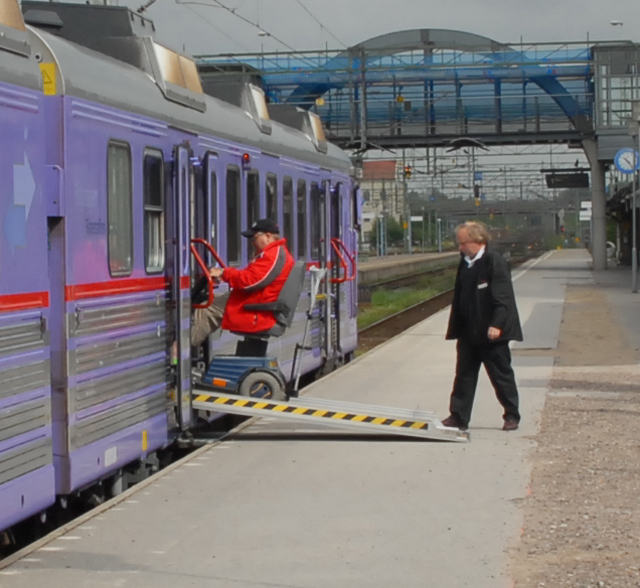
Schuifplank onder de vloer van het balkon